# Hans Kurella
Hans Georg Kurella (* 20. Februar 1858 in Mainz; † 25. Oktober 1916 in Dresden) war ein deutscher Psychiater. Selbst ein produktiver Autor und Übersetzer setzte er sich in Deutschland für die Kriminalanthropologie ein, wie sie vor allem von dem italienischen Psychiater Cesare Lombroso geprägt wurde.

## Leben
Kurella studierte Medizin in Würzburg und ab 1876 in Berlin. Er wurde 1880 bei Hugo Kronecker noch in Würzburg promoviert, hatte aber bereits 1879 eine Stelle als Assistent Kroneckers am Physiologischen Institut in Berlin inne. Von 1881 bis 1882 arbeitete an der Kahlbaumschen Privatanstalt in Görlitz als Assistent für Psychiatrie. Nach einigen Reisen durch Amerika und Europa in den Jahren 1882 und 1883 war er an verschiedenen Irrenanstalten (Owinsk, Allenberg, Kreuzburg und Brieg). 1895 ließ sich Kurella als Nervenarzt und Elektrotherapeut zunächst in Breslau nieder. Ein Jahr später zog er nach Brieg, wo er eine Familien-Pension für nervöse und nervenkranke Kinder eröffnete. 1905 wurde er dirigierender Arzt der Ehrenwallschen Privatheilanstalt in Ahrweiler. Ab 1911 praktizierte er als Arzt abwechselnd in Bonn und in Bad Kudawa. Im Ersten Weltkrieg leistete er Kriegsdienst und starb 1916 nach der Rückkehr von der Front.
Kurella war ein produktiver Autor und Übersetzer. Ab 1890 redigierte er das Centralblatt für Nervenheilkunde und Psychiatrie. Er begründete die Schriftenreihe Bibliothek für Sozialwissenschaft, die Zeitschrift für Elektrotherapie und ärztliche Elektrotechnik sowie mit Leopold Löwenfeld 1900 die Reihe Grenzfragen des Nerven- und Seelenlebens. Neben seinen eigenen zahlreichen Arbeiten auf den Gebieten der Anthropologie, Psychiatrie und Sozialwissenschaft übersetzte Kurella Schriften von Vertretern der kriminalanthropologischen Schule, insbesondere von Cesare Lombroso, Enrico Ferri, Raffaele Garofalo, Scipio Sighele und Havelock Ellis. Kurella war selbst Anhänger der Lombrososchen Lehre vom „geborenen Verbrecher“, die er in seinem Werk Naturgeschichte des Verbrechers. Grundzüge der criminellen Anthropologie und Criminalpsychologie (1893) ausführte.
Kurella hatte sechs Kinder, darunter der Schriftsteller Alfred Kurella (1895–1975) und die Übersetzerin Tania Stern (1904–1995).

## Schriften
- Cesare Lombroso und die Naturgeschichte des Verbrechers. Verl.-Anst. und Dr. (vorm. J. F. Richter), Hamburg 1892.
- Naturgeschichte des Verbrechers. Grundzüge der criminellen Anthropologie und Criminalpsychologie für Gerichtsärzte, Psychiater, Juristen und Verwaltungsbeamte; mit zahlreichen anatomischen Abbildungen und Verbrecher-Portraits. Enke, Stuttgart 1893.
- Das preußische Irrenwesen im Lichte des Processes Mellage. In: Centralblatt für Nervenheilkunde und Psychiatrie, 18(1895), 337-344. 1895.
- Wohnungsnot und Wohnungsjammer, ihr Einfluß auf die Sittlichkeit, ihr Ursprung aus dem Bodenwucher und ihre Bekämpfung durch demokratische Städteverwaltung., Frankfurt a. M. 1900.
- Der neue Zolltarif und die Lebenshaltung des Arbeiters. Springer Berlin Heidelberg, Berlin, Heidelberg, s. l. 1902.
- Die Grenzen der Zurechnungsfähigkeit und die Kriminal-Anthropologie. Für Juristen, Ärzte und gebildete Laien. Gebauer-Schwetschke, Halle a.S. 1903.
- Elektrische Gesundheits-Schädigungen am Telephon. Ein Beitrag zur Elektropathologie. Barth, Leipzig 1905.
- Cesare Lombroso als Mensch und Forscher. Bergmann, Wiesbaden 1910.
- Anthropologie und Strafrecht. 2 Vorträge. Kabitzsch, Würzburg 1912.
- Die Intellektuellen und die Gesellschaft. Ein Beitrag zur Naturgeschichte begabter Familien. Bergmann, Wiesbaden 1913.